# ایدز در آفریقا
ایدز در آفریقا، خاستگاه این بیماری به صورت یک اپیدمی فراگیر درآمده است که رفته رفته به صورت مهم‌ترین عامل جلوگیری از پاگیری اقتصادها و حکومت‌های پایدار در این قاره جلوه‌گر می‌شود ،۲۶ میلیون از بیش از ۴۰ میلیون انسان حامل ویروس اچ‌آی‌وی آفریقائی‌اند و تا به حا ل بیش از ۲۵ میلیون نفر در این قاره جان خود را به دلیل ابتلای به آن از دست داده‌اند.
هرچند زندگی همراه با آلودگی به ویروس اچ‌آی‌وی ممکن است ولی در عمل، در کشورهای فقیر جهان تنها ۱/۶میلیون نفر به داروهای کنترل ایدز دست می‌یابند. عدم توانایی مالی برای تأمین هزینه‌های سنگین این داروها برای عده بسیار زیادی از مبتلایان منجر به عدم آغاز پروسه درمان می‌گردد و مطابق آمار بیشتر کسانی که بر اثر کمبود پول از بیماری ایدز می‌میرند، در آفریقا و در جنوب صحرا زندگی می‌کنند. بیشتر آنان زنان هستند که پس از مرگ، کودکانشان بی‌سرپرست می‌مانند.